# Pangyun Jushi
Pangyun Jushi (Laik Pang; chiń. 龐蘊居士; pinyin Pángyùn Jūshì; kor. 방온거사 Pangon kŏsa; jap. Hōun koji; wiet. Bhang Ôn cư sĩ; ur. 740, zm. 808) – chiński świecki wyznawca (laik) chanu.

## Życiorys
Pochodził z Hengyang w południowej prowincji Hunan. Był uczniem dwóch wielkich nauczycieli tego okresu: Shitou Xiqiana i Mazu Daoyi. Jego żona i córka (Ling Zhao) także były wybitnymi świeckimi wyznawczyniami chanu. Opowieści o osiągnięciach duchowych całej tej wyjątkowej rodziny były unikatowe w całej literaturze „przekazu lampy”. Pangyun zaprzyjaźniony był z nonkonformistycznym mistrzem chan Danxia Tianranem oraz Yaoshanem Weiyanem, Luopu Yuan’anem i Yangshanem Huijim.
W 785 r. rozpoczął praktykę chan u mistrza Shitou. Wkrótce osiągnął pod jego kierunkiem urzeczywistnienie.
[W roku 785] Pangyun spotkał mistrza chan Shitou.
Spytał go: „Kim jest ten, który nie jest towarzyszem dla dziesięciu tysięcy dharm?”
Shitou szybko zakrył dłonią usta Pangyuna.
Pangyun nagle miał urzeczywistnienie.
Pewnego dnia Shitou spytał: „Co robiłeś każdego dnia odkąd widzieliśmy się po raz ostatni?”
Pangyun powiedział: „Jeśli pytasz o codzienne sprawy, to nie ma o czym mówić.”
Pangyun wyrecytowal wiersz, którego dwa ostatnie wersy są szeroko cytowane:
| Jak cudownie i wspaniale Nosić wodę i drewno na opał |

Później, po spotkaniu Mazu, Pangyun przeniknął jeszcze głębiej Drogę.
Laik Pangyun spytal Mazu: „Kim jest ten, który nie jest towarzyszem dla dziesięciu tysięcy dharm?”
Mazu powiedział: „Kiedy wypijesz wodę z Zachodniej Rzeki jednym haustem, wtedy ci powiem.”
Słysząc te słowa laik Pangyun w pełni urzeczywistnił tajemnicę. Pozostał wtedy i praktykował u Mazu przez dwa lata. Napisał wiersz:
| Mężczyzna nieżonaty, Kobieta niezaręczona, Szczęśliwie się spotkali, Oboje mówią bez wypowiadania słów. |

Występuje w gong’anie 42 z Biyan lu.

## Linia przekazu Dharmy zen
+ Nazwiska z listy Jinhua Jia (fragment). Uczniowie wymienieni są w porządku alfabetycznym.
x Mistrzowie, którzy wybudowali własny klasztor.
Pierwsza liczba oznacza liczbę pokoleń mistrzów od 1 Patriarchy indyjskiego Mahakaśjapy.
Druga liczba oznacza liczbę pokoleń od 28/1 Bodhidharmy, 28 Patriarchy Indii i 1 Patriarchy Chin.
Trzecia liczba oznacza początek nowej linii przekazu w danym kraju.
- 33/6. Huineng (638–713)
  - 34/7. Nanyue Huairang (677–744)
    - 35/8. Mazu Daoyi (709–788) szkoła hongzhou
      - 36/9. Anfeng Huaikong+x (697–784) (klasztor w Xuzhou w Jiangsu)
      - 36/9. Baihu Faxuan+ (klasztor w Shaozhou w Guangdong)
      - 36/9. Bailing+ heshang
      - 36/9. Baiyan Changche+ (bd) (klasztor w Taizhou w Zhejiang)
      - 36/9. Baiyan Mingzhe+ (bd) (klasztor w Dingzhou w Hebei)
      - 36/9. Baizhang Huaihai+x (720–814) (klasztor w Hongzhou w Jiangxi)
        - 37/10. Baizhang Weizheng (zm. 819)
        - 37/10. Baizhang Niepan (bd) w niektórych tekstach przypisywany Mazu
        - 37/10. Guishan Lingyou (771–853) szkoła guiyang
        - 37/10. Huangbo Xiyun (zm. 850)
          - 38/11. Linji Yixuan (zm. 867) szkoła linji

        - 37/10. Wuyan Tong (zm. 826) Wietnam: szkoła Vô Ngôn Tông

      - 36/9. Banshan Baoji (720–814)
        - 37/10. Zhenzhou Puhua (zm. 860)

      - 36/9. Beilan Rang+ (bd) (klasztor w Hongzhou w Jiangxi)
      - 36/9. Benxi+ heshang (bd)
      - 36/9. Caotang+ heshang (bd) (klasztor w Jingzhao fu w Shanxi)
      - 36/9. Caoyi Fengchu+ (bd) (klasztor w Hengzhou w Hunanie)
      - 36/9. Changzhou Minggan+ (bd) (klasztor w Changzhou w Jiangsu)
      - 36/9. Chao’an+ (bd)
      - 36/9. Chongtai+ (bd)
      - 36/9. Cibei Liangjin+ (bd) (klasztor w Jinzhou w Shaanxi)
      - 36/9. Dadi+ heshang (bd) (klasztor w Xinzhou w Shanxi)
      - 36/9. Dahui Daowu+ (bd)
      - 36/9. Damei Fachang+x (752–839) (klasztor w Mingzhou w Zhejiang)
        - 37/10. Juzi (bd)
        - 37/10. Hangzhou Tianlong
          - 38/11. Jinhua Juzhi (bd)

      - 36/9. Danxia Tianran+x (739–824) spadkobierca Shitou Xiqiana (klasztor w Dengzhou w Henanie)
      - 36/9. Datong Guangdeng+ (bd) (klasztor w Lizhou w Hunan)
      - 36/9. Dayang Xiding+ (bd) (klasztor w Yingzhou w Hubei)
      - 36/9. Dazhu Huihai+ (bd) (klasztor w Yuezhou w Zhejiang)
      - 36/9. Danyuan Yingzhen+ (bd) potem został uczniem Nanyanga Huizhonga
      - 36/9. Deng Yinfeng+ (bd) (klasztor w Daizhou w Shanxi)
      - 36/9. Dongsi Ruhui+ (744–823) (klasztor w Tanzhou w Hunanie)
      - 36/9. Dong’an+ heshang (bd)
      - 36/9. Dongquan Weixian+ (bd) (klasztor w Yuezhou w Zhejiang)
      - 36/9. Ehu Dayi+x (746–818) (klasztor w Xinzhou w Jiangxi)
        - 37/10. Wangmu Xiaoran

      - 36/9. Ezhou Wudeng+x (749–830) (klasztor w Ezhou w Hubei)
      - 36/9. Fengshan Hongjun+ (bd) (klasztor w Huzhou w Zhejiang)
      - 36/9. Fenzhou Wuye+ (Dada) (760–821) (klasztor w Fenzhou w Shanxi)
      - 36/9. Fo’ao+ heshang (bd) (klasztor w Wenzhou w Zhejiang)
      - 36/9. Foguang Ruman+ (752–846) (klasztor w Luoyangu w Henanie)
        - 37/10. Bo Juyi (772–846)

      - 36/9. Fubei+ heshang (bd)
      - 36/9. Funiu Zizai+ (741–821) (klasztor w Luoyangu Henanie)
      - 36/9. Fuqi Ce+ (bd) (klasztor w Huazhou w Shaanxi)
      - 36/9. Furong Taiyu+ (747–826) (klasztor w Changzhou w Jiangsu)
      - 36/9. Fuxi+ heshang (bd)
      - 36/9. Ganquan Zhixian+ (bd) (klasztor w Taiyuan w Shanxi)
      - 36/9. Gaocheng Fazang+ (bd)
      - 36/9. Gaoying+ (bd)
      - 36/9. Guangming Puman+ (bd)
      - 36/9. Guiyang Wuliao (787–867) już z dat wynika, że nie mógł być uczniem Mazu
      - 36/9. Guizong Zhichang+ (bd) (klasztor w Jiangzhou w Jiangxi)
        - 37/10. Gao’an Dayu (bd)
          - 38/11. Weishan Lianran (bd)
          - 38/11. Moshan' mniszka'

      - 36/9. Gusi+ heshang (bd) (klasztor w Quzhou w Jiangxi)
      - 36/9. Hailing Qingyun+ (bd) (klasztor w Yangzhou w Jiangsu)
      - 36/9. Hangwu Zhizang+x (741–849) (klasztor w Hangzhou w Zhejiang)
      - 36/9. Hangzhou Zhizang+ (741–819) (pochodził z Indii) (klasztor w Yuezhou w Zhejiang)
      - 36/9. Heijian+ heshang (bd) (klasztor w Luoyangu w Henanie)
      - 36/9. Heiyan+ heshang (bd)
      - 36/9. Hezhong Baoqing+ (bd) (klasztor w Puzhou w Shanxi)
      - 36/9. Hezhong Fazang+ (bd) (klasztor w Puzhou w Shanxi)
      - 36/9. Hezhong Huaize+ (bd) (klasztor w Puzhou w Shanxi)
      - 36/9. Hongluoshan+ heshang (bd) (klasztor w Youzhou w Hebei)
      - 36/9. Hongshan Shanxin+x (zm. 827) (klasztor w Suizhou w Hubei)
      - 36/9. Hongtang+ heshang (bd) (klasztor w Ezhou w Hubei)
      - 36/9. Hualin Shanjue+ (bd) (klasztor w Tanzhou w Hunanie)
      - 36/9. Huayan Zhizang+ (zm. 835) (klasztor w Chang’anie w Shaanxi)
      - 36/9. Huishan Tanji+ (bd) (klasztor w Chizhou w Anhui)
      - 36/9. Huiyun+ (bd)
      - 36/9. Jingnan Baozhen+ (klasztor w Jingzhou w Hubei)
      - 36/9. Jingzhao Zhizang
      - 36/9. Jinku Weizhi+ (bd)
      - 36/9. Jinniu+ heshang (bd) (klasztor w Zhenzhou w Hebei)
      - 36/9. Jiujing Xuance+x (zm. 854) (klasztor w Huangzhou w Hebei)
      - 36/9. Kaiyuan Xuanxu+ (bd) (klasztor w Hongzhou w Jiangxi)
      - 36/9. Kulsan Towŏn+ (bd) Korea – Silla (klasztor w Silli)
      - 36/9. Kunshan Dingjue+ (bd) (klasztor w Suzhou w Jiangsu)
      - 36/9. Langrui+ (bd)
      - 36/9. Letan Changxing+ (bd) (klasztor w Hongzhou w Jiangxi)
      - 36/9. Letan Fahui+ (bd) (klasztor w Hongzhou w Jiangxi)
      - 36/9. Letan Weijian+ (bd) (klasztor w Hongzhou w Jiangxi)
      - 36/9. Lifan+ (zm. 829) autor Xuansheng qulu
      - 36/9. Lishan+ heshang (bd)
      - 36/9. Licun Ziman+ (bd) (klasztor w Xinzhou w Shanxi)
      - 36/9. Lianshan Shenwan+ (bd)
      - 36/9. Lufu Farou+ (bd) (klasztor w Luzhou w Shanxi)
      - 36/9. Lushan Fazang+x (ok. 745–826) (klasztor w Jiangzhou w Jiangxi)
      - 36/9. Luzu Baoyun+ (Fayun) (bd) (klasztor w Chizhou w Anhui)
      - 36/9. Lühou Ningbi+ (754–828) (klasztor w Yuezhou w Zhejiang)
      - 36/9. Luofu Daoxing+ (ok. 731–825) (klasztor w Guangzhou w Guangdong)
      - 36/9. Magu Baoche+ (ur. 720?) (klasztor w Puzhou w Shanxi)
        - 37/10/1. Muyŏm (799–888) Korea. Szkoła sŏngju

      - 36/9. Matou Shenzang+ (bd) (klasztor w Cizhou w Hebei)
      - 36/9. Mengxi+ heshang (bd)
      - 36/9. Miling+ heshang (bd) (klasztor w Hongzhou w Jiangxi)
      - 36/9. Mingxi Daoxing+ (bd) (klasztor w Lizhou w Hunanie)
      - 36/9. Nanquan Puyuan+x (748–835) (klasztor w Cizhou w Anhui)
        - 37/10. Changsha Jingcen (zm. 868)
        - 37/10. Zhaozhou Congshen (778–897)
          - 38/11. Yanyang Shanzhao (bd) (Shanxin)

        - 37/10/1. Toyun (797–868) Korea. Szkoła saja

      - 36/9. Nanyuan Daoming+ (bd) (klasztor w Yuanzhou w Jiangxi)
      - 36/9. Nanyue Zhizhou+ (bd) (klasztor w Hengzhou w Hunanie)
      - 36/9. Panshan Baoji+ (720–814) (klasztor w Youzhou w Hebei)
        - 37/10. Zhenzhou Puhua (zm. 860) czasem ujmowany jako spadkobierca Linjiego Yixuana

      - 36/9. Pang Yun+ (bd) (klasztor w Xiangzhou w Hubei)
      - 36/9. Pangyun Jushi (740–808) świecki wyznawca chan